# Yusuf Halaçoğlu
Yusuf Halaçoğlu né le 10 mai 1949 à Kozan est un historien, écrivain et politicien turc.
Il a été le président de la société historique turque entre 1993 et 2008 et député de Kayseri pour les 24e, 25e et 26e mandats du Parti d'action nationaliste et ancien vice-président du groupe MHP à la Grande Assemblée nationale de Turquie.
Il a effectué de nombreuses recherches sur l'ère ottomane, républicaine et les peuples et tribus vivant en Anatolie ou dans les Balkans.

## Biographie
Yusuf Halaçoğlu est né le 10 10 mai 1949 à Adana, dans le district de Kozan.
Après avoir fini le lycée en 1697, il fut diplômé de la Faculté de littérature de l'Université d'Istanbul en 1971. En 1978, il devient docteur avec sa thèse de doctorat intitulée "XVIII. yüzyılda Osmanlı İmparatorluğu'nda İskân Siyaseti".
En 1986, il a commencé a effectué des recherches dans les archives ottomanes vis-à-vis des différentes tribus vivant dans l'empire Ottoman. Ses recherches se termineront en 2008. Il en a écrit un livre composé de 6 volumes. Ce livre est intitulé "Anadolu'da Aşiretler, Cemaatler, Oymaklar 1453-1650".
Il a également effectué beaucoup de recherches, que ça soit via les archives ottomanes/turques ou étrangères (russes, dashnak, françaises et américaine) concernant l'allégation du génocide arménien. Sa prise de position sur le sujet lui a d'ailleurs couté l'appellation de négationniste.
En 2008 il sera destitué de son poste de président de la Société historique turque. Il affirme qu'il a été probablement destitué en raison de la volonté de l'état turc de s'approcher de l'Arménie.
Il affirme avoir aussi voulu effectuer des recherches sur l'allégation du génocide assyrien dans les archives américaines, cependant sa demande de visa aurait été refusée par l'état américain.
Après sa destitution, il a continué d'effectuer des recherches à l'Université Gazi.
Il fut également député du Parti d'action nationaliste entre 2011 et 2017, il sera expulsé du parti pour avoir publiquement exprimé son refus vis-à-vis du référendum de 2017. Après avoir été viré du parti il ira brièvement au Bon parti, un parti composé d'anciens membres de son précédent parti.

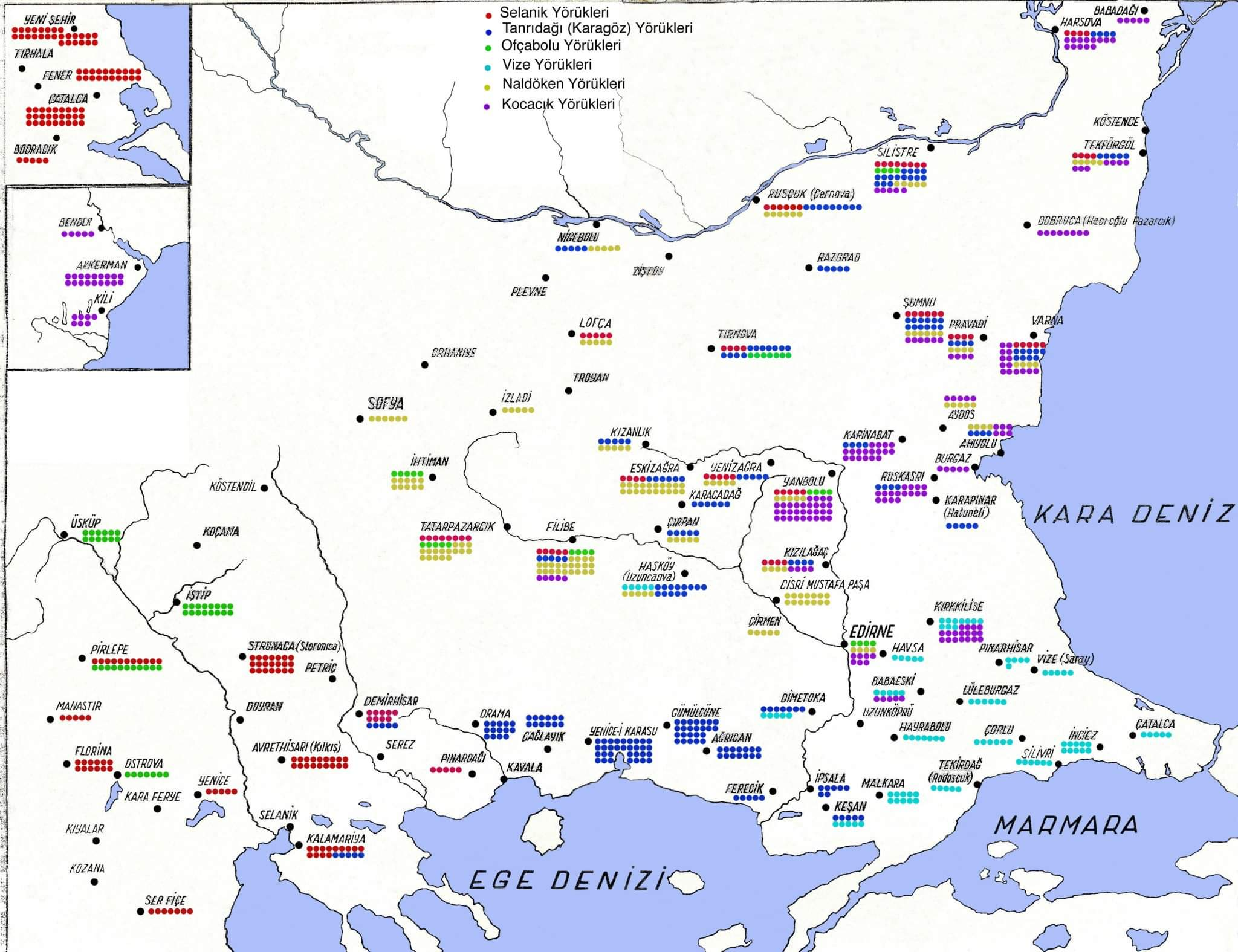
Carte de Yusuf Halaçoğlu montrant la répartition des Yörüks dans les Balkans par tribu.

## Œuvres
- Ahmed Cevdet Paşa, Mârûzât, İstanbul 1980, V-XV+270 s., 16 belge, 3 harita
- XVIII. Yüzyılda Osmanlı İmparatorluğu'nun İskân Siyâseti ve Aşiretlerin Yerleştirilmesi, Türk Tarih Kurumu Yayınları, Ankara 1988, VII-XX+179 s., 2 harita (ikinci baskı)
- Osmanlılarda Ulaşım ve Haberleşme (Menziller), PTT Genel Müdürlüğü Yayını, Ankara 2002
- Osmanlı Devlet Teşkilâtı ve Sosyal Yapı, Türk Tarih Kurumu Yayınları, Ankara 1991 (dördüncü baskı)
- Başlangıçtan 1774'e Kadar Osmanlı Tarihi, Anadolu Uygarlıkları Ansiklopedisi (bir heyetle beraber), İstanbul 1982
- 90 Numaralı Mühimme Defteri, İstanbul 1994 (bir heyetle beraber)
- Türk Tarihinde Ermeniler, Ankara 2001 (Prof. Dr. A. Süslü, Prof. Dr. F. Kırzıoğlu, Prof. Dr. R. Yinanç ile beraber)
- Ermeni Tehciri ve Gerçekler, Türk Tarih Kurumu Yayınları, Ankara 2001.
- Osmanlılarda Ulaşım ve Haberleşme (Menziller) PTT Genel Müdürlüğü, Ankara 2002
- Facts On The Relocation of Armenians: 1914-1918, Ankara 2002.
- XIV-XVII. Yüzyılllarda Osmanlılarda Devlet Teşkilatı ve Sosyal Yapı, Türk Tarih Kurumu, Ankara 2003
- Ermeni Tehciri, Babıali Kültür Yayıncılığı, İstanbul 2006
- Anadolu'da Aşiretler, Cemaatler, Oymaklar 1453-1650 (6 cilt), Türk Tarih kurumu yayınları, İstanbul 2009